# 奥朗日凯旋门
44°08′32″N 4°48′17″E / 44.142222°N 4.804722°E
奥朗日凯旋门（法語：Arc de triomphe d'Orange）是一个凯旋门，位于法国东南部城市奥朗日。关于凯旋门何时建成尚有争议，目前的研究接受作为证据的铭文支持建于奥古斯都在位期间的说法，即公元前27年至公元14年之間。它修建在过去的阿格里帕大道（via Agrippa）上，褒扬高卢战争和第二奥古斯都军团的退伍军人。后来在公元20年代由继任的皇帝提庇留重建，以庆祝日耳曼尼库斯战胜莱茵兰的日耳曼部落。凯旋门内有公元27年献给皇帝提庇留的铭文。凯旋门描绘各种军事主题的浮雕，其中包括海战，以及与日耳曼人和高卢人的战争。
在中世纪，这座凯旋门被修建到城墙内，以守卫城市的北部入口。建筑师奥古斯丁Caristie进行研究，在1850年代进行修复。凯旋门最初使用巨大的石灰石块建造。它有三个拱门，中间一个大于侧翼的。整个建筑长19.57米，宽8.40米，高19.21米。每个立面有四个科林斯柱。这座凯旋门是幸存下来最古老的凯旋门，其设计后来为罗马城的塞维鲁凯旋门和君士坦丁凯旋门所效仿。